# Ben van Pinxteren

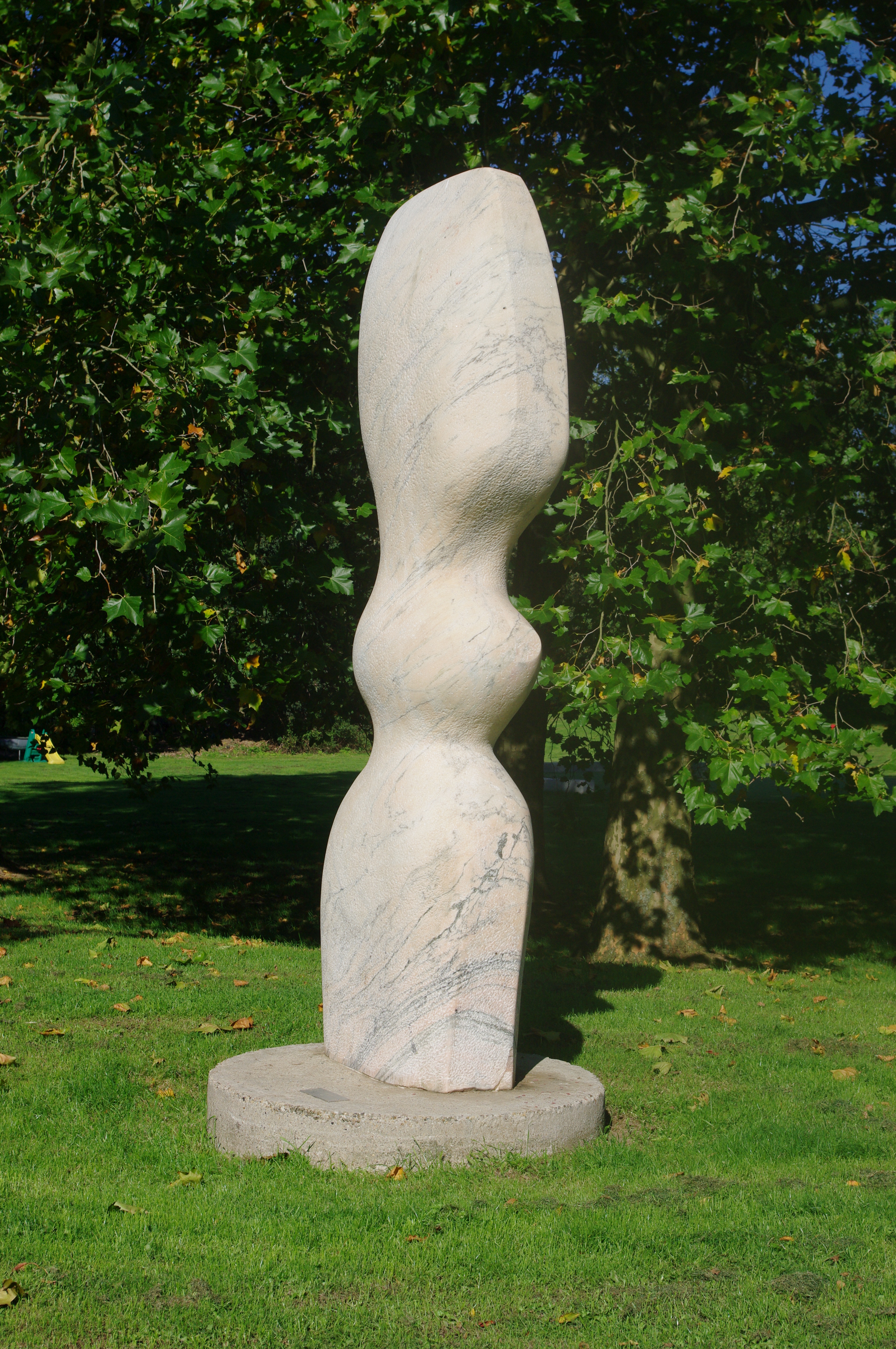
Omtrent de kievit

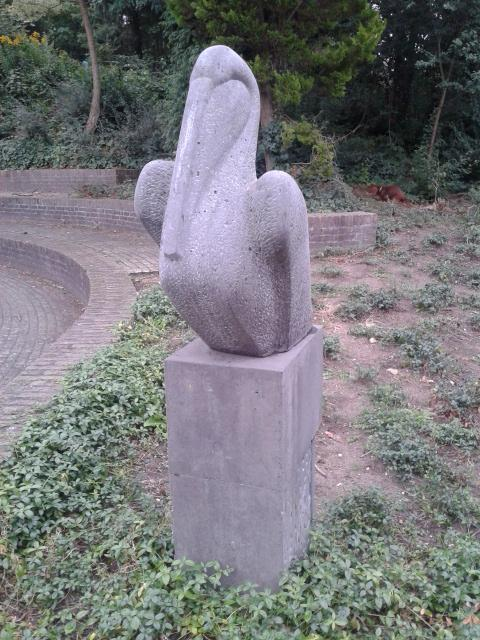
Verzetsmonument aan de Bart Hendriksstraat te Nijmegen

Bernardus Hendrikus Theodorus (Ben) van Pinxteren (Nuland, 2 december 1933 - 2006) was een Nederlands beeldend kunstenaar. Ook zijn zoon Michiel van Pinxteren is beeldhouwer.
Na de middelbare school volgde hij een lerarenopleiding en werd docent Handvaardigheid aan de Detailhandel School in Nijmegen. Hij woonde eerst in Grave en Nijmegen, later in Weurt en Middelaar.
Als docent werkte Van Pinxteren aan verschillende kunstopleidingen, waaronder de stichting Akademie voor Beeldende Vorming in Amersfoort en de Hogeschool voor de Kunsten Utrecht.
Hij werkte veel met hout en steen, waarbij dieren vaak het onderwerp waren.

## Werk
Veel van zijn werk staat in Nijmegen, waaronder De Geheime Wachter (1977), een afsluitpaal nabij het St. Stevenskerkhof
en de Pelikaan (1987), een verzetsmonument in de Bart Hendriksstraat.
- Najade IV (1997)
- Pelikaan (1987), Bart Hendriksstraat, Nijmegen
- Vogel, Straatweiden / Weteringstraat, Velp
- Drie muursculpturen (1982), Waalkade (doorgang Achter de Vismarkt), Nijmegen
- Januskop (1982), Waalkade (ter hoogte van Kromme Elleboog), Nijmegen
- Omtrent de Kievit (1978), Nijmegen
- Afsluitpaal De gehelmde wachter (1977), Nijmegen
- Afsluitpaal Achter de hoofdwacht (1977), Nijmegen
- Kloek met kuikens (1976), Weezenhof (kleuterschool Pinokkio), Nijmegen

- RKD-Nederlands Instituut voor Kunstgeschiedenis: 63636